# Treehouse of Horror II
Treehouse of Horror II, llamado La casa-árbol del terror II en España y La casita del horror II en Hispanoamérica, es el séptimo episodio de la tercera temporada de la serie de dibujos animados Los Simpson y el segundo especial de Halloween, emitido originalmente el 31 de octubre de 1991. El episodio, dividido en tres historias, fue escrito por Al Jean, Mike Reiss, Jeff Martin, George Meyer, Sam Simon y John Swartzwelder, y dirigido por Jim Reardon.

## Sinopsis
Antes de la secuencia de presentación, Marge saluda al público y les informa que a pesar de que ella advirtió que el especial anterior iba a ser muy aterrador, igual lo vieron, y como este año nada cambiará solo le dice al público que disfruten el programa. Después de comer montones de caramelos durante la noche  de Halloween, Bart, Lisa y Homer sufren pesadillas que los persiguen toda la noche.

### Pesadilla de Lisa
Lisa sueña que la familia realiza un viaje a Marruecos y Homer compra una mano de mono maldita que concederá a su dueño cuatro deseos, pero con consecuencias desastrosas. El primer deseo lo hace Maggie, al ver que no se ponían de acuerdo los demás miembros de la familia; obviamente inicialmente no se sabe qué pidió, pero a los pocos momentos aparece afuera de la casa un Rolls Royce. Homer se alegra de que Maggie haya deseado un auto tan caro, pero tocan a la puerta y el chofer trae en un cojín de terciopelo rojo un nuevo chupete: el verdadero deseo de Maggie. El segundo deseo lo realiza Bart: que los Simpson sean ricos y famosos. De inmediato aparece dinero por todos lados, cumpliéndose el deseo de Bart; la parte mala es que la sociedad de Springfield está completamente harta de que los Simpson salgan en todas partes. El tercer deseo lo realiza Lisa: que haya paz en el mundo, a lo que Homer le recrimina diciéndole: "Eso fue muy egoísta de tu parte, Lisa!". Luego se forma el símbolo de la paz hippie en US y cantan un fragmento de la canción "Get Together" de The Youngbloods. De forma accidental, el deseo de Lisa abre el camino para una invasión extraterrestre por parte de Kang y Kodos, quienes esclavizan a la raza humana, la cual, al haber realizado el desarme mundial, no tiene con qué defenderse. Homer usa el último deseo para conseguir un sándwich de pavo, indicando que no quería malas sorpresas como que el sándwich estuviera vivo o que él mismo se convirtiera en pavo; como era de esperarse, resultó una mala consecuencia: el pavo estuvo un poco seco, y Homer tira la mano a la basura. Sin embargo, Ned Flanders la toma y como primer deseo hace que las personas ahuyenten a los extraterrestres, y después decide remodelar su casa.

### Pesadilla de Bart
El sueño de Bart, en el que tiene el poder de leer la mente y afectar a las personas con sus pensamientos, incluso obliga a su maestra y a Skinner a cantar la música de Michigan Frog. Cuando Homer se enfada con él después de teletransportarlo a un partido de fútbol americano, Bart transforma a su padre en un muñeco de caja de sorpresas. Bart y Homer van al psicólogo, quien le sugiere a éste que pase más tiempo con el niño. Después de unas semanas, Bart le devuelve a Homer su cuerpo y le dice que le quiere.

### Pesadilla de Homer
Homer sueña que el señor Burns se apodera de su cerebro para colocarlo a un androide gigante que está construyendo. Debido a un accidente, el señor Smithers se ve obligado a coser la cabeza del Señor Burns al cuerpo de Homer, creando una espantosa criatura de dos cabezas.

### Conclusión
Homer despierta y descubre aliviado que todo lo que soñó nunca pasó. Pero cuando va al baño a lavarse, ve la cabeza de Burns adherida a su cuello, que se ríe diabólicamente de él.
El episodio concluye con un falso avance del próximo programa, que muestra la vida de Homer con la cabeza del señor Burns.

## Referencias culturales

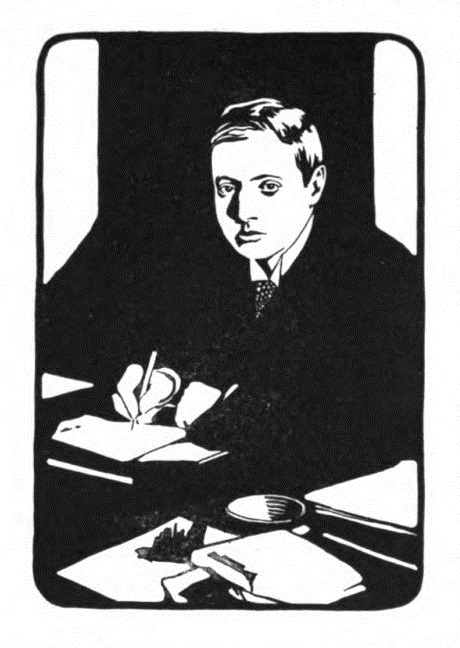
W. W. Jacobs.